# Дели, Александр Фёдорович
Александр Федорович Дели (род. 7 октября 1978, Тирасполь, Молдавская ССР, СССР) — государственный деятель Приднестровской Молдавской Республики. Министр юстиции Приднестровской Молдавской Республики с 29 февраля по 14 ноября 2012. Прокурор Приднестровской Молдавской Республики с 14 ноября 2012 по 17 декабря 2016. Государственный советник юстиции 2-го класса.

## Биография
Родился 7 октября 1978 в городе Тирасполь Молдавской ССР (ныне столица непризнанной Приднестровской Молдавской Республики).

### Образование
В 2000 окончил Молдавский государственный университет по специальности «юриспруденция».
Обучался в Академии экономического образования Молдавии.

### Трудовая деятельность
С 18 мая 1999 по 15 августа 2000 — председатель правления общественной организации «Амнистия».
С 21 августа 2000 по 27 февраля 2006 — работал в Прокуратуре Приднестровской Молдавской Республики: стажёр, старший следователь прокуратуры Тирасполя, прокурор отдела по надзору за исполнением законов в сфере экономики и природопользования, начальник отдела по надзору за исполнением законов в административной деятельности государственных органов.
С 1 марта 2006 по 10 декабря 2006 — начальник правового управления Торгово-промышленной палаты Приднестровской Молдавской Республики.
С 11 декабря 2006 по 24 января 2008 — начальник отдела по надзору за исполнением законов в административной деятельности государственных органов аппарата Прокуратуры Приднестровской Молдавской Республики.
С 24 января 2008 по 8 июня 2009 — прокурор города Каменка и Каменского района Приднестровской Молдавской Республики.
С 8 июня 2009 по 29 февраля 2012 — первый заместитель министра юстиции Приднестровской Молдавской Республики.
С 30 января по 29 февраля 2012 — исполняющий обязанности, а с 29 февраля 2012 по 14 ноября 2012 — министр юстиции Приднестровской Молдавской Республики.
С 14 ноября 2012 по 17 декабря 2016 — прокурор Приднестровской Молдавской Республики.

## Семья
Женат, воспитывает двух дочерей и сына.

## Награды
- Медаль «За безупречную службу» III степени (19 августа 2010)[3]
- Медаль «За отличие в труде» (20 марта 2012)[4]
- Медаль «За трудовую доблесть» (7 октября 2013)[5]
- Заслуженный юрист Приднестровской Молдавской Республики

## Классный чин
- Государственный советник юстиции 2-го класса.